# Brauerei im Füchschen

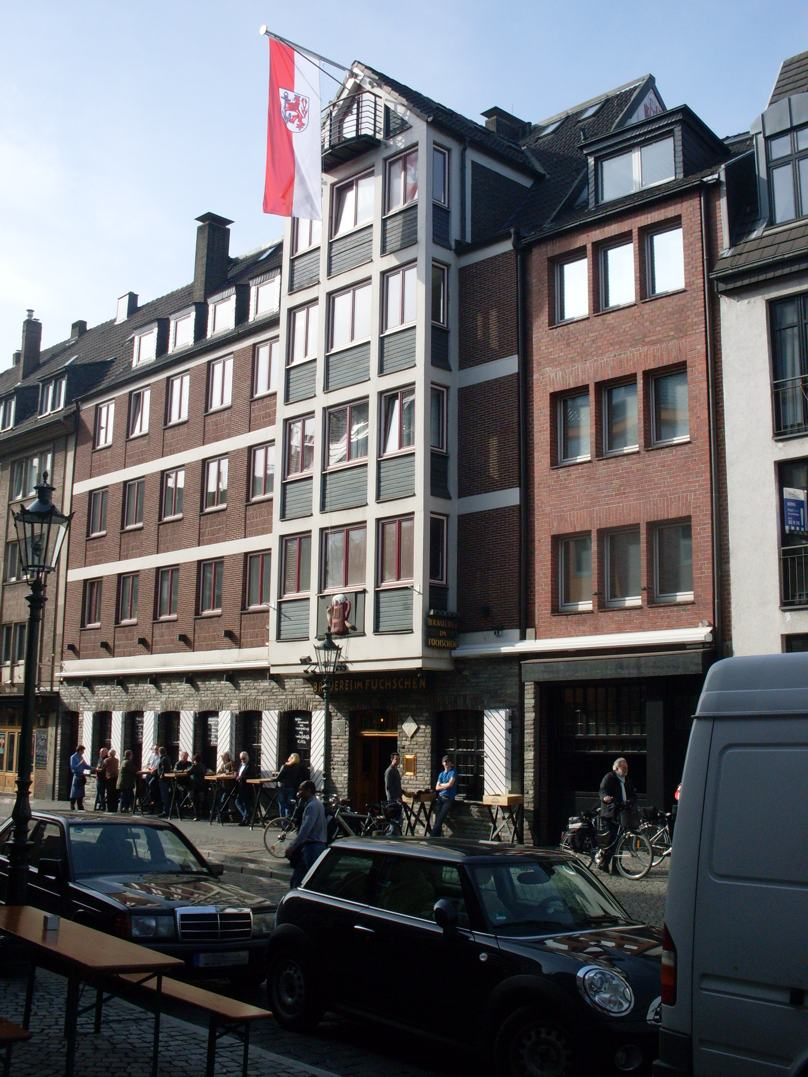
Brauerei im Füchschen

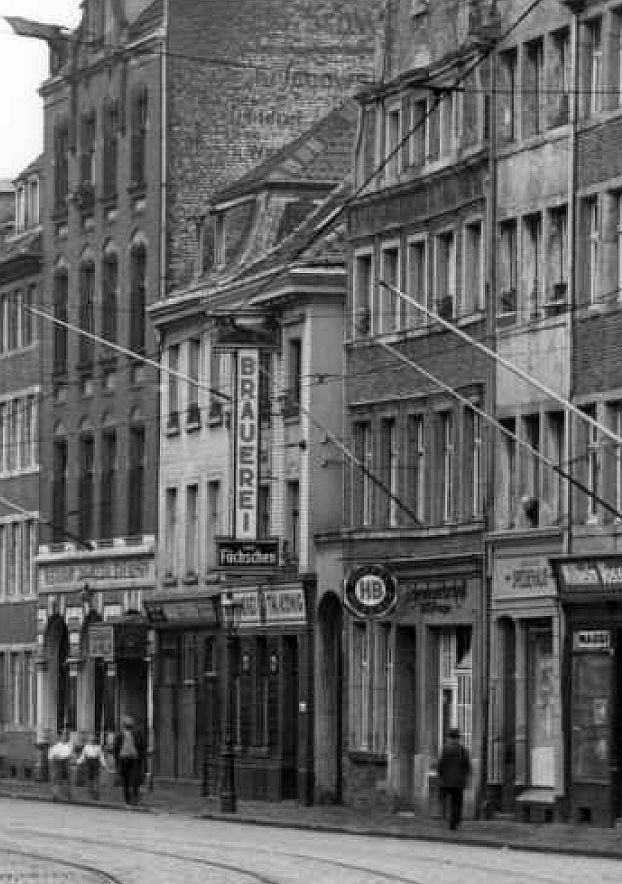
„Im Füchschen“ Ratinger Straße 28 (1920)

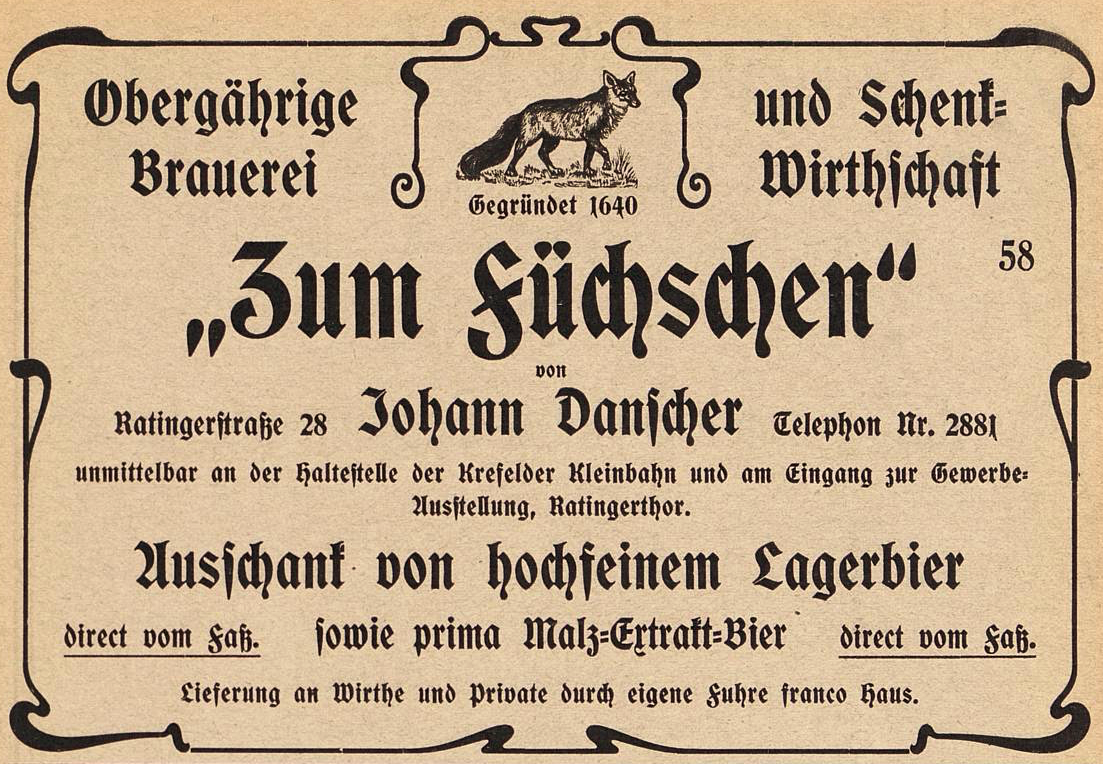
"Zum Füchschen", Anzeige von 1902

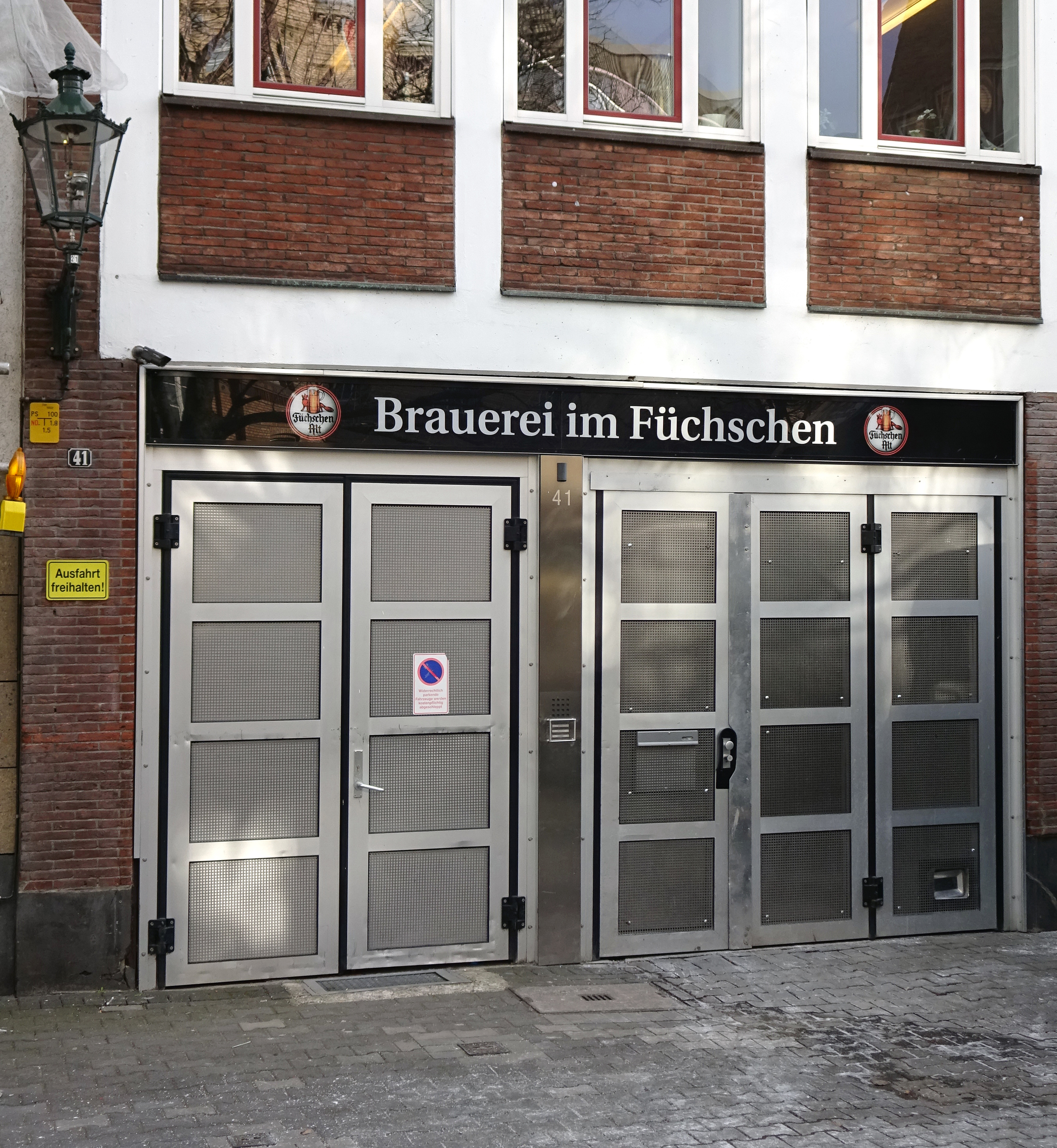
Rückseite des Grundstücks der Brauerei „Im Füchschen“ an der Ritterstraße Nr. 41
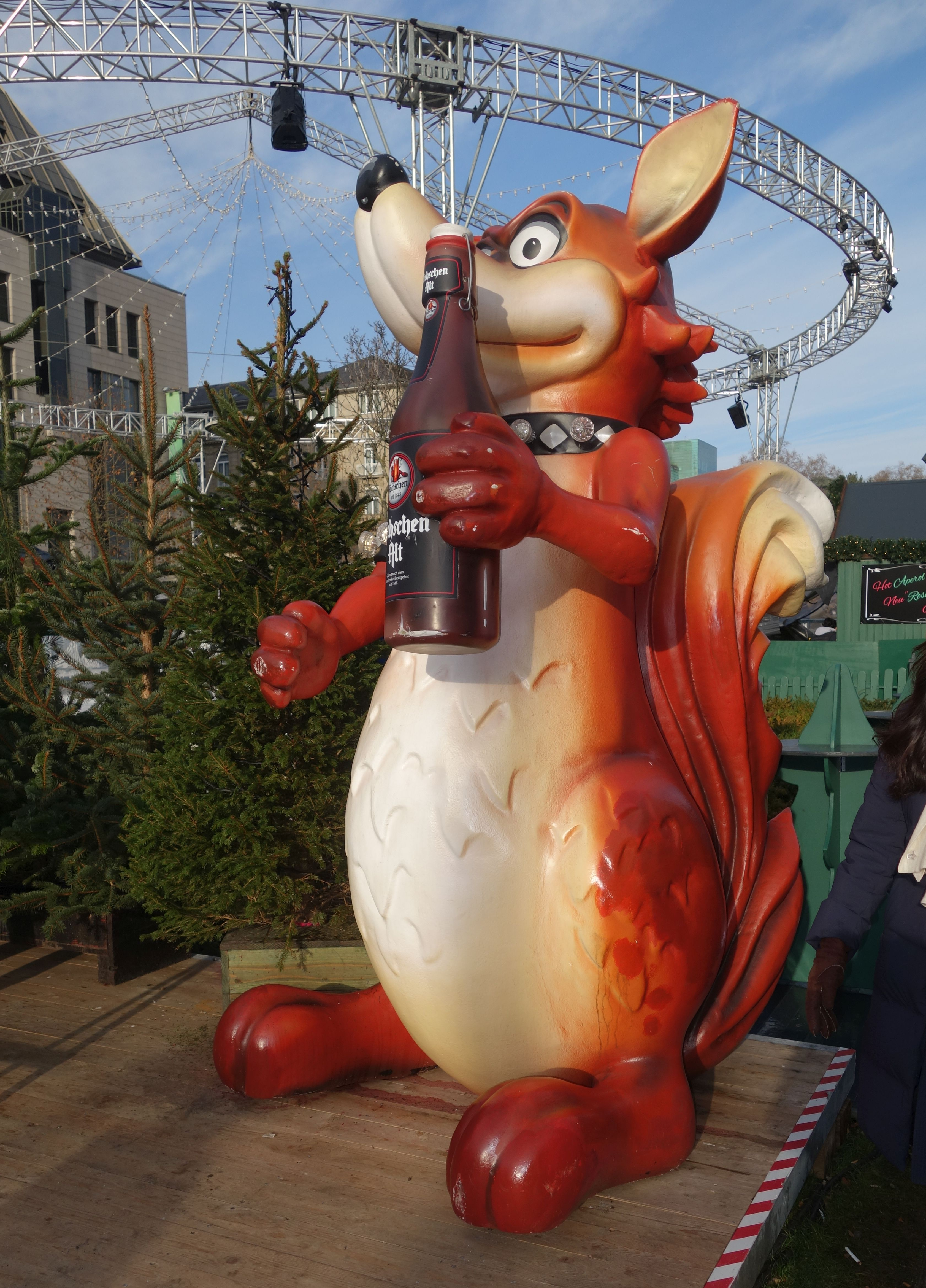
Füchschenfigur auf dem Düsseldorfer Weihnachtsmarkt 2023, Running Gag einer Werbeserie

Die Brauerei im Füchschen ist eine traditionsreiche Hausbrauerei in der Düsseldorfer Altstadt und Namensgeber des hauseigenen Altbiers Füchschen Alt. Die Brauerei ist eine von lediglich vier verbliebenen alteingesessenen Altbierbraustätten in Düsseldorf. Ihr Geschäftsführer Peter König (* 1967) hat es zu einer Bekanntheit gebracht, die über die Größe einer Hausbrauerei hinausgeht.

## Geschichte
Mindestens seit 1640 ist für das Grundstück Ratinger Straße Nr. 28, auf dem sich heute die Brauerei und Gaststätte befinden, der Name „Im Füchschen“ bekannt. Mutmaßlich wird seit jener Zeit an dieser Stelle Altbier gebraut und in der angeschlossenen Gaststätte verkauft. Allerdings wurde das Bier erst seit dem Jahr 1848 unter dem Namen Füchschen Alt im Wahrzeichen des Fuchses vertrieben, der die Hausfassade anstelle einer Hausnummer ziert.
1908 wurde die Gaststätte samt Brauerei von Theodor König (1873–1930) und Louise König, geborene Röttger (1876–1927), gekauft und das Wahrzeichen werbewirksam zum Namensgeber auserkoren. Mit einem neuen, unübersehbaren Schild über dem Eingang wurde der Name „Brauerei im Füchschen“ endgültig festgelegt. Der Bestand dieser Gaststätte wurde nach sechs Jahren durch den Ausbruch des Ersten Weltkrieges beendet.
Die Wiedereröffnung im Jahr 1930 erlebte Theodor König nicht mehr und so wurde das Brauhaus von der Erbengemeinschaft der Gebrüder König weitergeführt. Im Zweiten Weltkrieg wurde die Brauerei dann durch Bombardierungen zerstört.
Nach dem Krieg wurde im Jahr 1950 die Gastronomie von Peter „Pitter“ König (1903–1972) und seiner Ehefrau Johanna wieder aufgenommen. In den folgenden Jahren wurde die Gaststätte zu einem Treffpunkt für Prominente aus Kultur und Wirtschaft. Zu den Kunden zählten Gustaf Gründgens, Konzernchef Flick oder Joseph Beuys. Nach dem Tod Peter Königs 1972 wurden die Geschäfte von seiner Frau Johanna und seinem Sohn Peter weitergeführt, welcher dann 1995 die Geschäftsführung an seinen Sohn Peter (Peter III) in vierter Generation übergeben hat. Seitdem wurde die Brauerei modernisiert und ein umfangreiches Veranstaltungsprogramm, insbesondere um den Düsseldorfer Karneval, eingeführt. 2011 wurde Peter König Düsseldorfer Karnevalsprinz.
Heute gehört die „Brauerei zum Füchschen“ fest zum Düsseldorfer Brauchtum. Das Füchschen betreibt auf der Düsseldorfer Kirmes ein Festzelt, das jedoch im Sommer 2011 erstmals nicht aufgebaut wurde. Im Mai 2011 sagte die Brauerei das Festzelt ab und gab als Begründung an, dass die Lage sehr unklar sei und für sie keine Planungssicherheit herrsche. Infolge des Unglücks auf der Loveparade im Vorjahr hatten die Behörden strengere Umsetzungen der Sicherheitsauflagen angekündigt, so dass die Gästezahlen in den Festzelten gesenkt werden mussten. Im Sommer 2012 war das Füchschen an einem neuen Standort und einem größeren Zelt wieder auf der „Größten Kirmes am Rhein“ vertreten.
Die Flaschenabfüllung hat seit vor 2025 ein Roboter übernommen, wie er in der Art und Ausmaß bisher nur in Großbrauereien üblich war.

## Biersorten
Neben obergärigem Füchschen Altbier gibt es ein Weizenbier namens Silberfüchschen. Jährlich wird ab dem 10. November zusätzlich ein etwas stärkeres Weihnachtsbier verkauft.
Seit Juli 2017 wird auch Füchschen Pils angeboten.
Die Produkte werden im Vertrieb sowohl in 0,5-l-Bügelflaschen als auch in Fässern von 5 bis 50 l angeboten. Seit Dezember 2008 wird das Bier auch in 0,33-l-Flaschen mit Kronkorken abgefüllt. Im Februar 2012 wurde das Bier in einer einmaligen Aktion in 0,33-l-Dosen abgefüllt, die noch im selben Jahr komplett abverkauft wurden. Weitere Abfüllungen gab es danach nicht.
Die Produkte werden nur regional in Düsseldorf und Umland über rund 75 Getränkehändler vermarktet und in etwa 40 Gaststätten vom Fass ausgeschenkt. 2008 wurden nach Aussage der Brauerei 26.700 Hektoliter gebraut.
Der Bierausstoß betrug, wie im Jahr 2025 mitgeteilt, jetzt 33.500 Hektoliter, vor der Pandemie lag er bei 42.000 Hektolitern. Inzwischen bietet das Unternehmen auch alkoholfreies Altbier an, alkoholfreies Altbier-Radler und sogar Pils. Das Altbier machte jedoch noch immer 90 Prozent des Umsatzes aus.

## Werbung
Aufsehen erregt immer wieder die Werbung des Füchschens. Seit 2012 entwirft der Hamburger Illustrator Kat Klimiont die Werbeplakate der Brauerei. Er zeichnete einen niedlichen, stark vermenschlichten Fuchs, der meist von einem zweideutigen, anzüglichen Spruch begleitet wird. 2019 war das Werbeplakat so heftig sexistisch ausgefallen, dass der Gleichstellungsbeauftragte der Stadt Düsseldorf Anstoß nahm. „Das wurde in Düsseldorf zum Skandal, sorgte aber nebenher dafür, dass die Brauerei noch mehr Bekanntheit erhielt.“

## Gebäude
Die Brauerei umfasst zwei Gebäude: Die Häuser Ratinger Straße 28 und 30, mit einem Grundstück bis hin zur Ritterstraße.
Um 1770 war Johann Wilhelm Schmidt Eigentümer des Hauses Ratinger Straße 28, das „Im Füchschen“ genannt wurde. Dort befand sich auch eine Privatschule, in der Hermann Josef Tollhausen unterrichtete. Seit 1848 befand sich im Haus die Brauerei.
In die Brauerei „Im Füchschen“ wurde später das Nachbarhaus Nr. 30 mit der Brauerei „Zum jungen Bären“ integriert.